# Армянская часовня (Форт-Шевченко)
Армянская часовня — культовый объект Армянской апостольской церкви в городе Форт-ШевченкоКазахстана. Достопримечательность города Форт-Шевченко. Площадь: 7х7 метра.

## История
Построена астраханскими армянскими купцами в начале 1893 года, в честь 20-летия победы над хивинцами.  

## Описание
Входную арку часовни венчает растительный орнамент. Со всех сторон часовни установлены мощные резные колонны. Каменные фасады декорированы резьбой.
Часовня  обнесена кованой стальной оградкой. Купол часовни венчает деревянный крест.